# Australisch curlingteam (mannen)
Het Australische curlingteam vertegenwoordigt Australië in internationale curlingwedstrijden.

## Geschiedenis
Australië nam voor het eerst deel aan een groot toernooi tijdens het Pacifisch-Aziatisch kampioenschap van 1991 in het Japanse Sagamihara. De eerste interland ooit werd meteen gewonnen van gastland Japan: 15-4. Het was het begin van een schitterende reeks prestaties. De eerste zeven edities van het Pacifisch-Aziatisch kampioenschap curling werden allen gewonnen door Australië. Hierdoor mocht Australië ook zeven jaar op rij deelnemen aan het wereldkampioenschap. Daar kwam het wel nooit hoger dan een zesde plek.
In 1998 werd het Pacifisch-Aziatisch kampioenschap voor het eerst niet door de Australiërs gewonnen. Het zou tot 2005 duren eer dit weer het geval was. In 2006 werd het land kampioen voor het laatst Pacifisch-Aziatisch kampioen. Met negen titels is Australië het land met het grootste aantal titels van dit in 2021 opgeheven regionaal toernooi.
In 2022 trad Australië aan in het nieuwe pan-continentaal kampioenschap. Het eindigde als zevende. Ook in 2023 eindigde het land als zevende, in 2024 als zesde. Op de Olympische Winterspelen was Australië nog nooit present.

## Australië op het wereldkampioenschap
| Jaar | Plaats        | Skip          | WG            | W             | V             | PV            | PT            |
| ---- | ------------- | ------------- | ------------- | ------------- | ------------- | ------------- | ------------- |
| 1959 | Geen deelname | Geen deelname | Geen deelname | Geen deelname | Geen deelname | Geen deelname | Geen deelname |
| 1960 | Geen deelname | Geen deelname | Geen deelname | Geen deelname | Geen deelname | Geen deelname | Geen deelname |
| 1961 | Geen deelname | Geen deelname | Geen deelname | Geen deelname | Geen deelname | Geen deelname | Geen deelname |
| 1962 | Geen deelname | Geen deelname | Geen deelname | Geen deelname | Geen deelname | Geen deelname | Geen deelname |
| 1963 | Geen deelname | Geen deelname | Geen deelname | Geen deelname | Geen deelname | Geen deelname | Geen deelname |
| 1964 | Geen deelname | Geen deelname | Geen deelname | Geen deelname | Geen deelname | Geen deelname | Geen deelname |
| 1965 | Geen deelname | Geen deelname | Geen deelname | Geen deelname | Geen deelname | Geen deelname | Geen deelname |
| 1966 | Geen deelname | Geen deelname | Geen deelname | Geen deelname | Geen deelname | Geen deelname | Geen deelname |
| 1967 | Geen deelname | Geen deelname | Geen deelname | Geen deelname | Geen deelname | Geen deelname | Geen deelname |
| 1968 | Geen deelname | Geen deelname | Geen deelname | Geen deelname | Geen deelname | Geen deelname | Geen deelname |
| 1969 | Geen deelname | Geen deelname | Geen deelname | Geen deelname | Geen deelname | Geen deelname | Geen deelname |
| 1970 | Geen deelname | Geen deelname | Geen deelname | Geen deelname | Geen deelname | Geen deelname | Geen deelname |
| 1971 | Geen deelname | Geen deelname | Geen deelname | Geen deelname | Geen deelname | Geen deelname | Geen deelname |
| 1972 | Geen deelname | Geen deelname | Geen deelname | Geen deelname | Geen deelname | Geen deelname | Geen deelname |
| 1973 | Geen deelname | Geen deelname | Geen deelname | Geen deelname | Geen deelname | Geen deelname | Geen deelname |
| 1974 | Geen deelname | Geen deelname | Geen deelname | Geen deelname | Geen deelname | Geen deelname | Geen deelname |
| 1975 | Geen deelname | Geen deelname | Geen deelname | Geen deelname | Geen deelname | Geen deelname | Geen deelname |
| 1976 | Geen deelname | Geen deelname | Geen deelname | Geen deelname | Geen deelname | Geen deelname | Geen deelname |
| 1977 | Geen deelname | Geen deelname | Geen deelname | Geen deelname | Geen deelname | Geen deelname | Geen deelname |
| 1978 | Geen deelname | Geen deelname | Geen deelname | Geen deelname | Geen deelname | Geen deelname | Geen deelname |
| 1979 | Geen deelname | Geen deelname | Geen deelname | Geen deelname | Geen deelname | Geen deelname | Geen deelname |
| 1980 | Geen deelname | Geen deelname | Geen deelname | Geen deelname | Geen deelname | Geen deelname | Geen deelname |
| 1981 | Geen deelname | Geen deelname | Geen deelname | Geen deelname | Geen deelname | Geen deelname | Geen deelname |
| 1982 | Geen deelname | Geen deelname | Geen deelname | Geen deelname | Geen deelname | Geen deelname | Geen deelname |
| 1983 | Geen deelname | Geen deelname | Geen deelname | Geen deelname | Geen deelname | Geen deelname | Geen deelname |
| 1984 | Geen deelname | Geen deelname | Geen deelname | Geen deelname | Geen deelname | Geen deelname | Geen deelname |
| 1985 | Geen deelname | Geen deelname | Geen deelname | Geen deelname | Geen deelname | Geen deelname | Geen deelname |
| 1986 | Geen deelname | Geen deelname | Geen deelname | Geen deelname | Geen deelname | Geen deelname | Geen deelname |
| 1987 | Geen deelname | Geen deelname | Geen deelname | Geen deelname | Geen deelname | Geen deelname | Geen deelname |
| 1988 | Geen deelname | Geen deelname | Geen deelname | Geen deelname | Geen deelname | Geen deelname | Geen deelname |
| 1989 | Geen deelname | Geen deelname | Geen deelname | Geen deelname | Geen deelname | Geen deelname | Geen deelname |
| 1990 | Geen deelname | Geen deelname | Geen deelname | Geen deelname | Geen deelname | Geen deelname | Geen deelname |
| 1991 | Geen deelname | Geen deelname | Geen deelname | Geen deelname | Geen deelname | Geen deelname | Geen deelname |

| Jaar | Plaats        | Skip          | WG            | W             | V             | PV            | PT            |
| ---- | ------------- | ------------- | ------------- | ------------- | ------------- | ------------- | ------------- |
| 1992 | 6             | Hugh Millikin | 9             | 4             | 5             | 59            | 58            |
| 1993 | 6             | Hugh Millikin | 9             | 4             | 5             | 52            | 70            |
| 1994 | 10            | Hugh Millikin | 9             | 1             | 8             | 53            | 74            |
| 1995 | 8             | Hugh Millikin | 9             | 3             | 6             | 49            | 56            |
| 1996 | 10            | Hugh Millikin | 9             | 2             | 7             | 48            | 77            |
| 1997 | 7             | Hugh Millikin | 9             | 3             | 6             | 53            | 61            |
| 1998 | 9             | Hugh Millikin | 9             | 2             | 7             | 51            | 64            |
| 1999 | Geen deelname | Geen deelname | Geen deelname | Geen deelname | Geen deelname | Geen deelname | Geen deelname |
| 2000 | Geen deelname | Geen deelname | Geen deelname | Geen deelname | Geen deelname | Geen deelname | Geen deelname |
| 2001 | Geen deelname | Geen deelname | Geen deelname | Geen deelname | Geen deelname | Geen deelname | Geen deelname |
| 2002 | Geen deelname | Geen deelname | Geen deelname | Geen deelname | Geen deelname | Geen deelname | Geen deelname |
| 2003 | Geen deelname | Geen deelname | Geen deelname | Geen deelname | Geen deelname | Geen deelname | Geen deelname |
| 2004 | Geen deelname | Geen deelname | Geen deelname | Geen deelname | Geen deelname | Geen deelname | Geen deelname |
| 2005 | 10            | Ian Palangio  | 11            | 9             | 2             | 60            | 78            |
| 2006 | 9             | Hugh Millikin | 11            | 5             | 6             | 66            | 74            |
| 2007 | 10            | Ian Palangio  | 11            | 4             | 7             | 66            | 74            |
| 2008 | 6             | Ian Palangio  | 11            | 5             | 6             | 62            | 66            |
| 2009 | Geen deelname | Geen deelname | Geen deelname | Geen deelname | Geen deelname | Geen deelname | Geen deelname |
| 2010 | Geen deelname | Geen deelname | Geen deelname | Geen deelname | Geen deelname | Geen deelname | Geen deelname |
| 2011 | Geen deelname | Geen deelname | Geen deelname | Geen deelname | Geen deelname | Geen deelname | Geen deelname |
| 2012 | Geen deelname | Geen deelname | Geen deelname | Geen deelname | Geen deelname | Geen deelname | Geen deelname |
| 2013 | Geen deelname | Geen deelname | Geen deelname | Geen deelname | Geen deelname | Geen deelname | Geen deelname |
| 2014 | Geen deelname | Geen deelname | Geen deelname | Geen deelname | Geen deelname | Geen deelname | Geen deelname |
| 2015 | Geen deelname | Geen deelname | Geen deelname | Geen deelname | Geen deelname | Geen deelname | Geen deelname |
| 2016 | Geen deelname | Geen deelname | Geen deelname | Geen deelname | Geen deelname | Geen deelname | Geen deelname |
| 2017 | Geen deelname | Geen deelname | Geen deelname | Geen deelname | Geen deelname | Geen deelname | Geen deelname |
| 2018 | Geen deelname | Geen deelname | Geen deelname | Geen deelname | Geen deelname | Geen deelname | Geen deelname |
| 2019 | Geen deelname | Geen deelname | Geen deelname | Geen deelname | Geen deelname | Geen deelname | Geen deelname |
| 2021 | Geen deelname | Geen deelname | Geen deelname | Geen deelname | Geen deelname | Geen deelname | Geen deelname |
| 2022 | Geen deelname | Geen deelname | Geen deelname | Geen deelname | Geen deelname | Geen deelname | Geen deelname |
| 2023 | Geen deelname | Geen deelname | Geen deelname | Geen deelname | Geen deelname | Geen deelname | Geen deelname |
| 2024 | Geen deelname | Geen deelname | Geen deelname | Geen deelname | Geen deelname | Geen deelname | Geen deelname |
| 2025 | Geen deelname | Geen deelname | Geen deelname | Geen deelname | Geen deelname | Geen deelname | Geen deelname |

## Australië op het Pacifisch-Aziatisch kampioenschap
| Jaar | Plaats | Skip          | WG | W | V | PV | PT |
| ---- | ------ | ------------- | -- | - | - | -- | -- |
| 1991 | 1      | Hugh Millikin | 4  | 4 | 0 | 72 | 14 |
| 1992 | 1      | Hugh Millikin | 5  | 3 | 2 | 37 | 28 |
| 1993 | 1      | Hugh Millikin | 5  | 5 | 0 | 56 | 24 |
| 1994 | 1      | Hugh Millikin | 5  | 5 | 0 | 45 | 15 |
| 1995 | 1      | Hugh Millikin | 5  | 5 | 0 | 34 | 11 |
| 1996 | 1      | Hugh Millikin | 7  | 6 | 1 | 84 | 25 |
| 1997 | 1      | Hugh Millikin | 7  | 7 | 0 | 74 | 21 |
| 1998 | 3      | Hugh Millikin | 7  | 4 | 3 | 67 | 37 |
| 1999 | 2      | Hugh Millikin | 7  | 5 | 2 | 38 | 31 |
| 2000 | 2      | Hugh Millikin | 7  | 5 | 2 | 45 | 35 |
| 2001 | 3      | Hugh Millikin | 9  | 6 | 3 | 68 | 39 |
| 2002 | 2      | Hugh Millikin | 12 | 6 | 6 | 78 | 67 |
| 2003 | 2      | Ian Palangio  | 9  | 5 | 4 | 59 | 48 |
| 2004 | 2      | Hugh Millikin | 9  | 6 | 3 | 64 | 45 |
| 2005 | 1      | Ian Palangio  | 9  | 6 | 3 | 60 | 49 |

| Jaar | Plaats        | Skip          | WG            | W             | V             | PV            | PT            |
| ---- | ------------- | ------------- | ------------- | ------------- | ------------- | ------------- | ------------- |
| 2006 | 1             | Ian Palangio  | 9             | 7             | 2             | 61            | 45            |
| 2007 | 2             | Ian Palangio  | 8             | 5             | 3             | 48            | 44            |
| 2008 | 5             | Ian Palangio  | 10            | 4             | 6             | 58            | 51            |
| 2009 | 4             | Ian Palangio  | 12            | 4             | 8             | 68            | 91            |
| 2010 | 3             | Ian Palangio  | 12            | 5             | 7             | 75            | 78            |
| 2011 | 4             | Hugh Millikin | 12            | 5             | 7             | 58            | 84            |
| 2012 | 3             | Ian Palangio  | 9             | 5             | 4             | 56            | 52            |
| 2013 | 6             | Hugh Millikin | 10            | 0             | 10            | 41            | 90            |
| 2014 | 4             | Ian Palangio  | 9             | 3             | 6             | 51            | 56            |
| 2015 | 5             | Ian Palangio  | 8             | 4             | 4             | 52            | 50            |
| 2016 | 7             | Ian Palangio  | 8             | 2             | 6             | 49            | 43            |
| 2017 | 4             | Hugh Millikin | 10            | 7             | 3             | 84            | 56            |
| 2018 | 7             | Jay Merchant  | 8             | 2             | 6             | 42            | 55            |
| 2019 | 6             | Sean Hall     | 9             | 4             | 5             | 68            | 57            |
| 2021 | Geen deelname | Geen deelname | Geen deelname | Geen deelname | Geen deelname | Geen deelname | Geen deelname |

## Australië op het pan-continentaal kampioenschap
| \| Jaar \| Plaats \| Skip \| WG \| W \| V \| PV \| PT \| \| ---- \| ------ \| ------------- \| -- \| - \| - \| -- \| -- \| \| 2022 \| 7 \| Jay Merchant \| 7 \| 2 \| 5 \| 37 \| 50 \| \| 2023 \| 7 \| Jay Merchant \| 7 \| 2 \| 5 \| 40 \| 52 \| \| 2024 \| 6 \| Hugh Millikin \| 7 \| 2 \| 5 \| 44 \| 54 \| |        |               |    |   |   |    |    |
| Jaar | Plaats | Skip          | WG | W | V | PV | PT |
| 2022 | 7      | Jay Merchant  | 7  | 2 | 5 | 37 | 50 |
| 2023 | 7      | Jay Merchant  | 7  | 2 | 5 | 40 | 52 |
| 2024 | 6      | Hugh Millikin | 7  | 2 | 5 | 44 | 54 |

Andorra · Australië · België · Bosnië en Herzegovina · Brazilië · Bulgarije · Canada · China · Chinees Taipei · Denemarken · Duitsland · Engeland · Estland · Filipijnen · Finland · Frankrijk · Georgië · Griekenland · Groot-Brittannië · Guyana · Hongarije · Hongkong · Ierland · IJsland · India · Israël · Italië · Jamaica · Japan · Kazachstan · Kenia · Kirgizië · Kroatië · Letland · Liechtenstein · Litouwen · Luxemburg · Mexico · Nederland · Nieuw-Zeeland · Nigeria · Noorwegen · Oekraïne · Oostenrijk · Polen · Portugal · Puerto Rico · Qatar · Roemenië · Rusland · Saoedi-Arabië · Schotland · Servië · Slovenië · Slowakije · Spanje · Thailand · Tsjechië · Tsjecho-Slowakije · Turkije · Verenigde Staten · Wales · Wit-Rusland · Zuid-Korea · Zweden · Zwitserland